# Ethambutol
Ethambutol er et indholdsstof i lægemidler mod tuberkulose, der for det meste forårsages af bakterien mycobacterium tuberculosis. Ethambutol hæmmer RNA-dannelsen, hvorved bakterierne hæmmes i deres vækst.

## Farmakokinetik
Ethambutol optages i mave-tarm-kanalen. Ca. 20% udskilles i afføringen og ca. 60% udskilles i nyrerne. Ved normal nyrefunktion er halveringstiden 4 timer i serum.

## Bivirkninger
- Synsforstyrrelser (som følge af synsnervebetændelse og skader på nethinden)
- Angst
- Svimmelhed
- Allergi

## Lægemidler indeholdende ethambutol på det danske marked
Ethambutol fås i Danmark kun på recept. Der er kun ét lægemiddel med ethambutol som det eneste aktive stof:
- Myambutol® "Orifarm", tabletter á 400 mg

Det følgende lægemiddel er et kombinationspræparat med ethambutol som et af de aktive stoffer:
- Rimstar, Komb., tabletter á 275 mg ethambutol, 75 mg isoniazid, 400 mg pyrazinamid og 150 mg rifampicin

## Eksterne links
Læs mere om lægemidler, der indeholder Ethambutol på medicin.dk Arkiveret 11. april 2016 hos  Wayback Machine